# Torre Vita
Torre Vita  es un complejo mixto en Saltillo, Coahuila, México. Hasta el 2025, es el edificio construido más alto del estado de Coahuila, alcanzando los 90 metros de altura. Cuenta con 23 niveles y 196 departamentos. Se encuentra ubicado en el Blvd. Nazario Ortiz #1545 (Esq. con Mariano Abasolo) Col. Alpes.
Es la primera de cuatro torres que forman parte de un desarrollo de alto nivel.
La segunda fase incluye 100 locales comerciales y se llevará a cabo en 18 meses, mientras que la tercera incluye una torre de 120 metros de altura con 200 departamentos, con una inversión proyectada de 600 millones de pesos.
Por su parte, la cuarta fase será una torre de 150 metros de altura, la cual pasará a convertirse en el primer rascacielos de la historia del estado de Coahuila y naturalmente en el edificio más alto de la ciudad y del estado. Por consiguiente, la quinta fase será un hotel de 180 habitaciones y una altura aproximada de 90-100 metros.